# Sư đoàn Panzer số 4 (Wehrmacht)
Sư đoàn Panzer số 4 (tiếng Đức: 4. Panzer-Division) là một sư đoàn bọc thép trong Quân đội Đức, Wehrmacht, trong Thế chiến II, được thành lập năm 1938.
Sư đoàn Panzer số 4 tham gia vào cuộc xâm lược Ba Lan năm 1939, cuộc xâm lược Pháp năm 1940 và cuộc xâm lược năm 1941 của Liên Xô. Sư đoàn vẫn tham chiến Mặt trận phía Đông, chủ yếu trực thuộc Cụm tập đoàn quân Trung tâm, cho tới khi bị mắc kẹt trên bờ biển tại Courland mùa hè năm 1944. Sư đoàn được sơ tán bằng đường biển và tiếp túc tham chiến trên mặt trận ở Tây Phổ vào tháng 1 năm 1945. Sư đoàn đầu hàng Liên Xô tại nơi đây khi kết thúc chiến tranh.

## Lịch sử

### Sự hình thành
Sư đoàn Panzer số 4 được thành lập tại Wurzburg, Bavaria, vào ngày 10 tháng 11 năm 1938, là đợt đầu tiên của làn sóng thứ hai của sư đoàn thiết giáp mới ở Đức sau khi thành lập ba sư đoàn xe tăng ban đầu vào năm 1935. Cùng với Sư đoàn Panzer số 4, số 5 được thành lập tại Oppeln, nay là Opole ở Ba Lan, năm ngày sau đó.
Wurzburg vốn trước đây là thị trấn đồn trú của Sư đoàn Panzer số 2 đã chuyển trụ sở đến Viên sau sự kiện Anschluss tháng 3 năm 1938.

### Cuộc xâm lược của Ba Lan
Vào đầu cuộc xâm lược Ba Lan (1939), sư đoàn là một trong những người đầu tiên vượt qua biên giới trong khu vực hoạt động của Tập đoàn quân Nam. Được trang bị khoảng 341 xe tăng, bao gồm 183 Panzer I, 130 Panzer II, 12 Panzer IV và 16 PzBef. Sư đoàn thiếu một số đơn vị bộ binh và chống tăng. [cần dẫn nguồn]
Sau khi hỗ trợ  Panzer số 1, sư đoàn đã tham gia vào cuộc đột phá của các tuyến Ba Lan gần Kłobuck, Ba Lan đã rút lui. Ba ngày sau, Sư đoàn Panzer số 4 tiếp tục tiến về Warsaw. Nó đến thủ đô Ba Lan vào ngày 8 tháng 9. Vào lúc 17:00, các lực lượng của Sư đoàn Panzer số 4 do Sư đoàn 31 Bộ binh hỗ trợ đã cố gắng tấn công vào quận phía tây Ochota của Warsaw. Cuộc tấn công đã bị đẩy lùi và lực lượng Đức đã tổn thất nặng nề. Ngày hôm sau, sư đoàn được tăng cường thêm pháo binh và trung đoàn bộ binh cơ giới Leibstandarte Adolf Hitler, và một cuộc tấn công khác vào Ochota và Wola. Những khẩu súng chống tăng và rào chắn được đặt ở Ba Lan được dựng lên trên các đường phố chính đã đẩy lùi cuộc tấn công này. Trong nhiều lần, việc thiếu vũ khí ở phía Ba Lan đã được bù đắp bằng sự khéo léo. Một trong những con đường dẫn đến trung tâm thành phố được phủ nhựa thông từ một nhà máy gần đó. Khi xe tăng Đức đến gần, chất lỏng đã bốc cháy, và xe tăng đã bị phá hủy mà không có một phát súng nào được bắn. Các lực lượng Đức đã dẫn đầu thương vong nặng nề và phải rút lui. Sau cuộc tấn công thất bại vào Warsaw, Sư đoàn Panzer đã rút về phía tây và tham gia Trận chiến Bzura, nơi nó hỗ trợ một cuộc phản công của Đức.
Nhà sử học người Ba Lan gốc Do Thái, Szymon Datner, tuyên bố rằng vào ngày 18 tháng 9, tại làng Śladów, các đơn vị của Sư đoàn Panzer số 4 đã bắn hoặc nhấn chìm 252 tù nhân chiến tranh và 106 thường dân ở Vistula. Sau đó, nó đã được rút về Niederrhein.

### Xâm lược nước Pháp
Trong trận chiến Pháp năm 1940, sư đoàn dưới sự chỉ huy của Quân đoàn XVI Panzer của Erich Hoepner, một phần của Tập đoàn Panzer của von Kleist trong Quân đoàn 6 do Walther von Reichenau chỉ huy. Sau một cuộc tấn công blitzkrieg của Liege và Charleroi, nó đến khu vực Bethune, nơi nó chiến đấu chống lại quân viễn chinh Anh trong cái được gọi là trận chiến Dunkirk. Tuy nhiên, do mệnh lệnh của Adolf Hitler, nó đã không thể tự mình chiếm được Dunkirk. Đầu tháng 6 năm 1940, sư đoàn đã vượt qua nhiều vùng lớn của Pháp trong vài ngày. Vào thời điểm ngừng bắn được ký kết, nó đã đến được Grenoble gần như không bị ảnh hưởng. Sau vài tháng chiếm đóng ở Pháp, vào cuối tháng 11, Sư đoàn 4 đã được rút về Wurzburg, nơi nó được tổ chức lại và củng cố. Trung đoàn Panzer số 36 được tách ra và được giao cho Sư đoàn 14 Panzer mới thành lập, trong khi Trung đoàn pháo binh 103 được tăng cường với một tiểu đoàn thứ ba.

### Cuộc xâm lược của Liên Xô
Sư đoàn được chuyển đến Đông Phổ và sau đó đến khu vực Brześć Litewski ở Ba Lan bị chiếm đóng, nơi nó được giao cho Quân đoàn Panzer XXIV dưới quyền Geyr von Schweppenburg. Vào ngày 22 tháng 6 năm 1941, nó đã tham gia vào giai đoạn mở đầu của Chiến dịch Barbarossa, cuộc xâm lược của Đức vào Liên Xô. Trong ngày đầu tiên, sư đoàn đã lái một chiếc nêm vào các vị trí của Liên Xô và đến Kobryń khoảng 65 km phía sau chiến tuyến. Sư đoàn sau đó dẫn đầu một trong những động tác gọng kìm để bao vây và tiêu diệt một lực lượng lớn của Liên Xô trong trận chiến Minsk, nơi quân đội Đức đã bắt giữ khoảng 300.000 tù nhân. Sau trận chiến Homel, nó đến được Kiev, nơi nó chiến đấu chống lại một nhóm kháng chiến khác.
Vào tháng 9 năm 1941, sư đoàn được gắn liền với Trung tâm Tập đoàn Quân đội, nơi chuẩn bị tham gia trận chiến Moscow. Cuộc tấn công bắt đầu vào ngày 30 tháng 9 năm 1941, sư đoàn đã bắt được Orel vào đầu tháng 10, nhưng đã bị phục kích trên đường đến Mtsensk bởi Quân đoàn súng trường cận vệ số 1 vào ngày 6 tháng đó. Nỗ lực của những chiếc Panzers vượt trội để điều động xung quanh sườn Liên Xô đã bị đánh bại với tổn thất nặng nề khi T-34 của Liên Xô cứu những chiếc xe tăng Mark IV được trang bị vũ khí, giảm phần lớn áo giáp của sư đoàn để đốt cháy, hút tàn phá vào cuối ngày. Heinz Guderian tập trung hầu hết các xe tăng còn lại của các nhóm Panzer vào một lữ đoàn duy nhất dưới sư đoàn Panzer, mũi nhọn của Quân đoàn Panzer XXIV. Đến giữa tháng 11, nó đã giảm xuống còn 50 xe tăng nhưng vẫn tiếp cận được Tula, nhánh phía nam của thủ đô Xô Viết. Đội hình của người Đức đã bị tê liệt khi những cơn mưa mùa thu được thiết lập, biến con đường duy nhất đến Tula thành một vũng bùn. Xe tăng của Đức rơi xuống bị máy bay Liên Xô tấn công. Với sự xuất hiện của băng giá vào đầu tháng 11, người Đức có thể sử dụng các con đường một lần nữa, nhưng với vấn đề không được trang bị cho chiến tranh mùa đông. Quần áo ấm và bộ đồ ngụy trang màu trắng còn thiếu, xe tăng và các phương tiện khác đã bất động như sau. [cần trích dẫn]
vào ngày 5 tháng 12, sư đoàn đã được rút và ra lệnh bảo vệ chống lại một cuộc phản công mùa đông của Liên Xô. Trong một loạt các cuộc rút lui, sư đoàn đã mất gần như toàn bộ xe tăng. Một tháng sau nó chỉ còn 25 máy vẫn hoạt động. [cần dẫn nguồn] Sẽ rất tốt nếu có khu vực Orel, nơi tan băng ngăn chặn cuộc phản công của Liên Xô và đơn vị có thể được củng cố một phần. Trong suốt năm 1942, nó đã chiến đấu trong trận chiến Orel, một loạt các cuộc giao tranh, tấn công và phản công gần như trong Thế chiến thứ nhất. Anh tham gia trận chiến chống lại Kursk, sau đó anh là một phần của sông Desna. Sau một loạt những tiến bộ của Liên Xô, chiến tuyến cuối cùng đã ổn định gần Bobruysk, nơi sư đoàn đã trải qua mùa đông 1943-1944. [cần trích dẫn]

### Rút lui, 1943 -1945
Vào mùa xuân năm 1944, sư đoàn chuyển đến khu vực Cửu Long ở Ba Lan bị chiếm đóng, nơi đây là để hỗ trợ cho Tập đoàn quân đội miền Nam trong cuộc tấn công mùa xuân dự kiến của Liên Xô. Tuy nhiên, Chiến dịch Bagration, (bắt đầu vào ngày 22 tháng 6 năm 1944), nhằm vào Trung tâm Tập đoàn Quân đội và sư đoàn rút lui cùng với phần còn lại của quân đội Đức. Được giao cho Quân đoàn Panzer XXXIX thuộc Tướng Karl Decker, sư đoàn đã rút về khu vực Warsaw, nơi mà sự tiến công của Liên Xô đã hết động lực vào cuối tháng Bảy. Sư đoàn Panzer số 4 tham gia Trận Radzymin (còn được gọi là Trận Wołomin) và vào ngày 2 tháng 8 năm 1944, cùng với Sư đoàn Panzer số 19, ném Quân đoàn xe tăng III Liên Xô trở lại Wolomin. Quân đoàn xe tăng Liên Xô bị tổn thất nặng nề và cuộc tiến công của họ bị dừng lại.
Sư đoàn sau đó được chuyển đến miền bắc Litva, nơi nó hỗ trợ cho Tập đoàn quân Bắc. Nó được gắn vào Quân đoàn Panzer thứ 3. Cuộc tiến công của Liên Xô đã cắt giảm nhóm quân đội Đức làm hai và sư đoàn chủ yếu bị giải tán. Một số đơn vị phụ của nó đã bị cắt khỏi phần còn lại của lãnh thổ Đức, cùng với Quân đội 16 và 18, tại Livonia trên Bán đảo Courland, nơi họ hỗ trợ phòng thủ cho đến khi kết thúc chiến tranh. Các đơn vị khác được gắn vào hình thành nhỏ hơn, thường ngẫu hứng. Họ đã bị phá hủy bởi cuộc tấn công của Liên Xô vào tháng Tư-tháng Năm năm 1945.